# Heterodisca scardamiata
Heterodisca scardamiata är en fjärilsart som beskrevs av W. Warren 1896. Heterodisca scardamiata ingår i släktet Heterodisca och familjen mätare. Inga underarter finns listade i Catalogue of Life.